# Acolasis medina
Acolasis medina är en fjärilsart som beskrevs av Achille Guenée 1852. Acolasis medina ingår i släktet Acolasis och familjen nattflyn. Inga underarter finns listade i Catalogue of Life.